# Bournos
Bournos – miejscowość i gmina we Francji, w regionie Nowa Akwitania, w departamencie Pireneje Atlantyckie.
Według danych na rok 1990 gminę zamieszkiwało 231 osób, a gęstość zaludnienia wynosiła 40 osób/km² (wśród 2290 gmin Akwitanii Bournos plasuje się na 946. miejscu pod względem liczby ludności, natomiast pod względem powierzchni na miejscu 1375.).